# 第4航空・防空軍 (ロシア航空宇宙軍)
第4親衛航空・防空軍（だいよんしんえいこうくうぼうくうぐん  ロシア語: 4-я гвардейская армия ВВС и ПВО）は、ロシア航空宇宙軍の航空軍。本部はロストフ・ナ・ドヌに所在し、現在は南部軍管区の領土を管轄している。

## 歴史

### 第二次世界大戦
当初は第二次世界大戦中の1942年5月22日にソ連南部戦線の空軍である第4航空軍（4 Vozdushnaya Armiya）として設立され、1945年まで東部戦線で戦った。
設立時には、208機の航空機と437人の乗組員がおり、次のように編成されていた。
- 第216戦闘航空師団または第216混合航空師団（司令官VIシェブチェンコ）
- 第217戦闘航空師団（司令官DPガルノフ）
- 第229戦闘航空師団（司令官PGステパノビッチ）
- 第230襲撃航空師団（司令官SG Get'man）
- 第219爆撃航空師団（司令官ITバティギン）
- 第218夜間爆撃航空師団（司令官DDポポフ）
- 1個の訓練連隊、7個独立混合航空連隊、1個の通信飛行隊、1個の長距離偵察飛行隊

### 戦後ソビエト時代
第二次世界大戦後にはポーランドに残って1949年に第37航空軍に再指定された。さらに1964年には北部軍集団の空軍（VVS SGF）となっていた。部隊は最高幹部会の指令に基づいて1968年2月22日に赤旗勲章を授与された。1968年4月4日に同軍は第二次世界大戦中に指定された第4航空軍に再び編成されたが、1980年には最高司令部（VGK）傘下となった。1989年10月12日から再度北部軍集団傘下の第4航空軍に再編成された。Su-24配備により1980年代に部隊任務を大幅に変更した。

### ロシア空軍

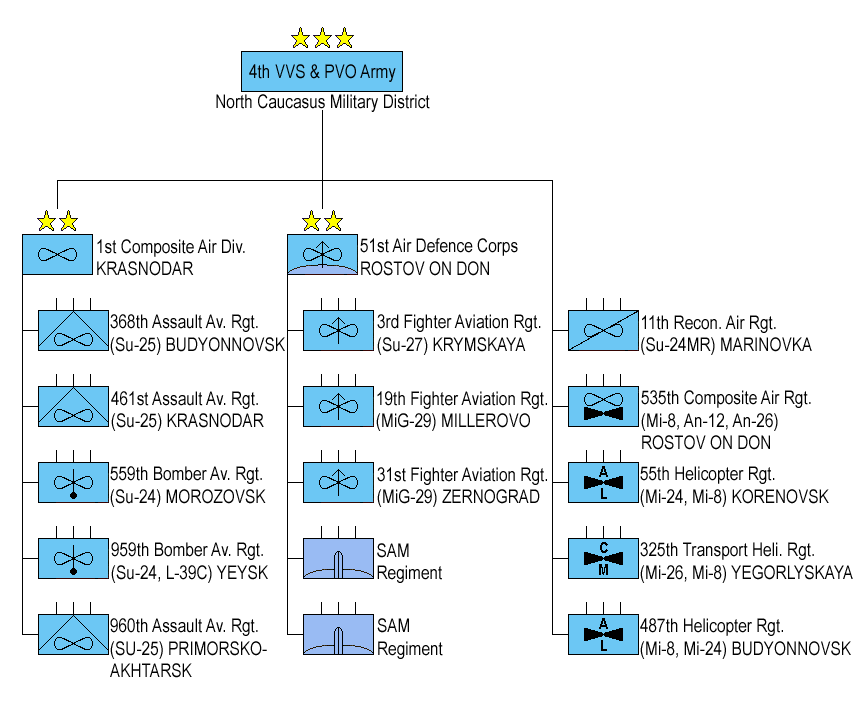
第4航空・防空軍の構成（2008年）

1992年以降はロシア空軍に属した。1992年にポーランドから撤退した後、北カフカーズ軍管区の航空部隊になる。1992年8月22日、第4赤旗航空軍（VGK）の本部がロストフオンドン市に移転し、VGKからの任務から解放された。1993年10月30日に、第16親衛戦闘航空師団は第4航空軍の一部に編成された。
1997年6月16日、軍事改革の過程で、ボリス・エリツィン大統領は「ロシア連邦の軍隊を改革し、その構造を改善するための優先措置について」との法令に署名した。この文書に基づき、1999年1月1日で、ロシア空軍は新しい体制に転換した。第4航空軍とロシア防空軍の第12独立防空軍団に基づいて、第4航空・防空軍が1998年6月1日に結成された。
1999年8月8日から2003年にかけて部隊は、ダゲスタン共和国とチェチェン共和国の領土での特別な対テロ作戦に参加した。2002年12月30日には、北カフカーズ軍管区の陸軍航空隊を統合した。
2009年以降は第4航空・防空コマンド（英：4th_Air_and_Air_Defence_Forces_Command）となっていたが、2015年に同コマンドから第4航空・防空軍に再編成される。

### ロシアのウクライナ侵攻
2022年3月、ロシアのウクライナ侵攻で南部ムィコラーイウ州ムィコラーイウ方面、ボズネセンスク方面に飛来した。

## 司令官
- ニコライ・ゴステフ少将 - 2019年2月22日就任。